# Edmond Izuba
Edmond Izuba est un journaliste et entrepreneur congolais. Il est le fondateur et directeur du site d'information Opinion-info.cd, un média numérique basé à Kinshasa. Il intervient aussi comme analyste politique dans plusieurs débats liés à la liberté de la presse et à la gouvernance.

## Parcours professionnel
Il a commencé sa carrière comme journaliste dans plusieurs rédactions à Kinshasa, notamment à Politico.cd, RTVS1, Objectif-info.cd et Cas-info. Avec le temps, il s’est forgé une expérience dans la couverture politique et institutionnelle.
En juin 2021, il lance Opinion-info.cd, un site d'information en ligne centré sur l’actualité politique, les élections, les droits humains et l’éducation civique. Le site développe aussi des rubriques comme « Scrutin » ou « Chien écrasé », qui abordent l’actualité sur un ton à la fois informatif et critique.

## Engagement et prises de position
Edmond Izuba est aussi actif dans le domaine de la défense de la liberté de la presse. Il est membre du RAJEC (Rassemblement des journalistes pour l’émergence du Congo), un regroupement qui milite pour l’indépendance du journalisme en RDC.
En 2023 et 2024, il intervient publiquement à plusieurs reprises pour défendre le journaliste Stanis Bujakera, arrêté puis condamné. Il dénonce ce qu’il qualifie de « mauvaise foi » et « d’acharnement judiciaire »,.
En septembre 2024, il salue la tenue du 10ᵉ congrès de l’Union nationale de la presse du Congo (UNPC) à Kinshasa, affirmant qu’il est temps que les journalistes aient une structure plus forte pour les représenter.